# Ауэр, Эдуард
Эдуард А́уэр (англ. Edward Auer; род. 7 декабря 1941, Нью-Йорк) — американский пианист, педагог.
Учился в Лос-Анджелесе у Оба Церко и Леонарда Стайна, затем в Джульярдской школе у Розины Левиной и наконец в Париже у Джулиуса Кэтчена. В 1965 году получил пятую премию Международного конкурса пианистов имени Шопена, в 1966 — пятую премию Международного конкурса имени Чайковского в Москве, в 1967 году выиграл в Париже Конкурс имени Маргерит Лонг .
Считается специалистом, прежде всего, по творчеству Фридерика Шопена; записал, в частности, альбом со всеми шопеновскими вальсами. Преподаёт в Индианском университете.